# Discodorididae
Famille
Les Discodorididae forment une famille de mollusques de l'ordre des nudibranches.

## Diagnose
Le corps est abaissé et n'est pas dur. Le manteau est peu granuleux avec le bord assez large. Les tentacules sont digitiformes. Les feuilles branchiales sont presque toujours tri ou quadri-pennées. Le pied est assez large. L'armature labiale est formée de petits bâtonnets compacts. La radula n'a pas de dent rachidienne. Elle est armée de multiples dents en forme de crochets. Le pénis n'est pas armé.

## Liste des genres
Selon World Register of Marine Species, prenant pour base la taxinomie de Bouchet & Rocroi (2005), on compte 29 genres :
- Alloiodoris Bergh, 1904
- Aporodoris Ihering, 1886
- Argus Bohadsch, 1761
- Asteronotus Ehrenberg, 1831
- Atagema Gray, 1850
- Baptodoris Bergh, 1884
- Carminodoris Bergh, 1889
- Diaulula Bergh, 1878
- Dictyodoris Bergh, 1880
- Discodoris Bergh, 1877
- Gargamella Bergh, 1894
- Geitodoris Bergh, 1891
- Halgerda Bergh, 1880
- Hiatodoris Dayrat, 2010
- Hoplodoris Bergh, 1880
- Jorunna Bergh, 1876
- Montereina MacFarland, 1905
- Nophodoris Valdés & Gosliner, 2001
- Paradoris Bergh, 1884
- Peltodoris Bergh, 1880
- Platydoris Bergh, 1877
- Rostanga Bergh, 1879
- Sclerodoris Eliot, 1904
- Sebadoris Er. Marcus & Ev. Marcus, 1960
- Taringa Er. Marcus, 1955
- Tayuva Er. Marcus & Ev. Marcus, 1967
- Thordisa Bergh, 1877
- Thorybopus Bouchet, 1977
- Gruvelia Risbec, 1928

## Galerie

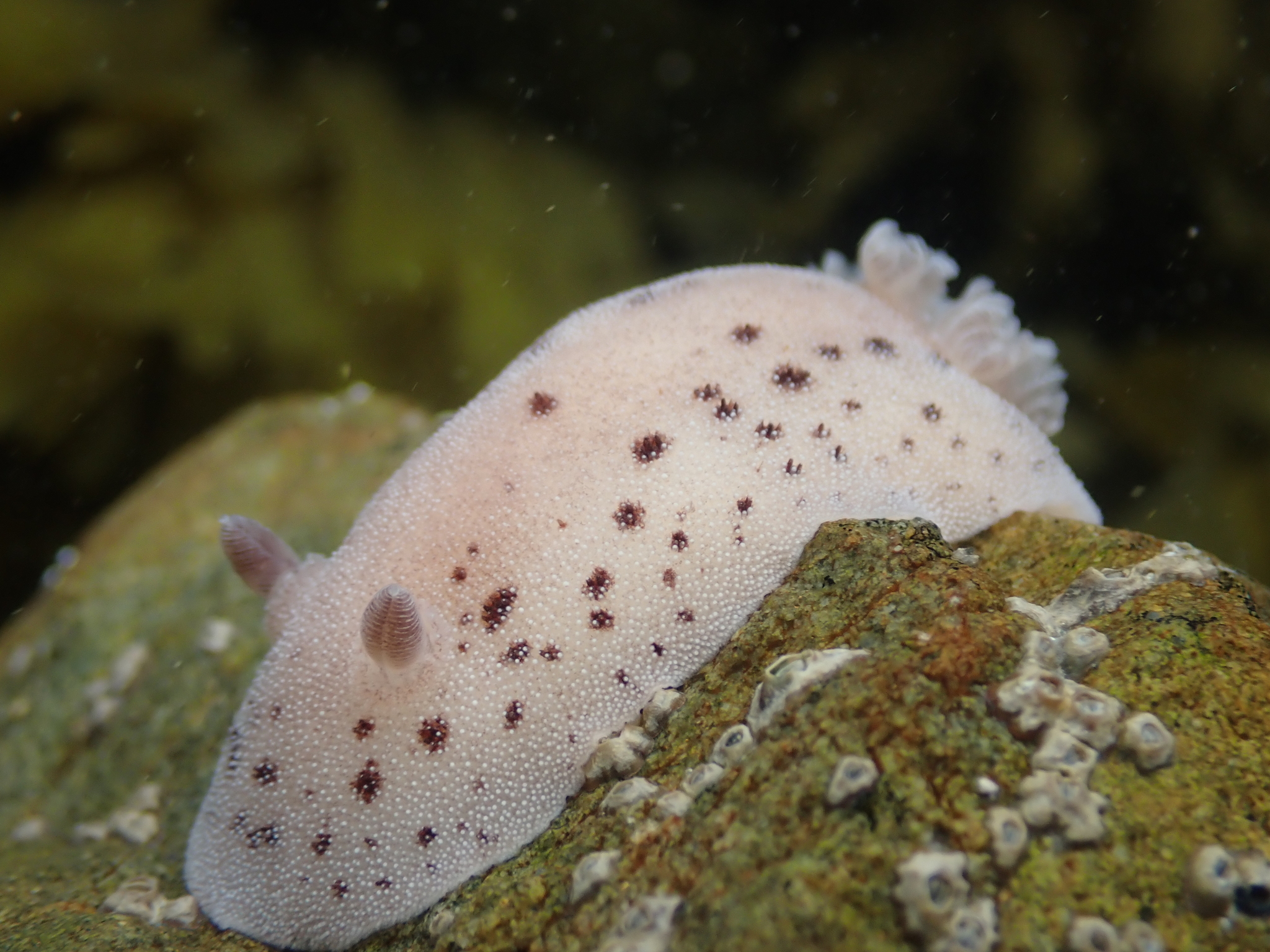
Alloiodoris lanuginata
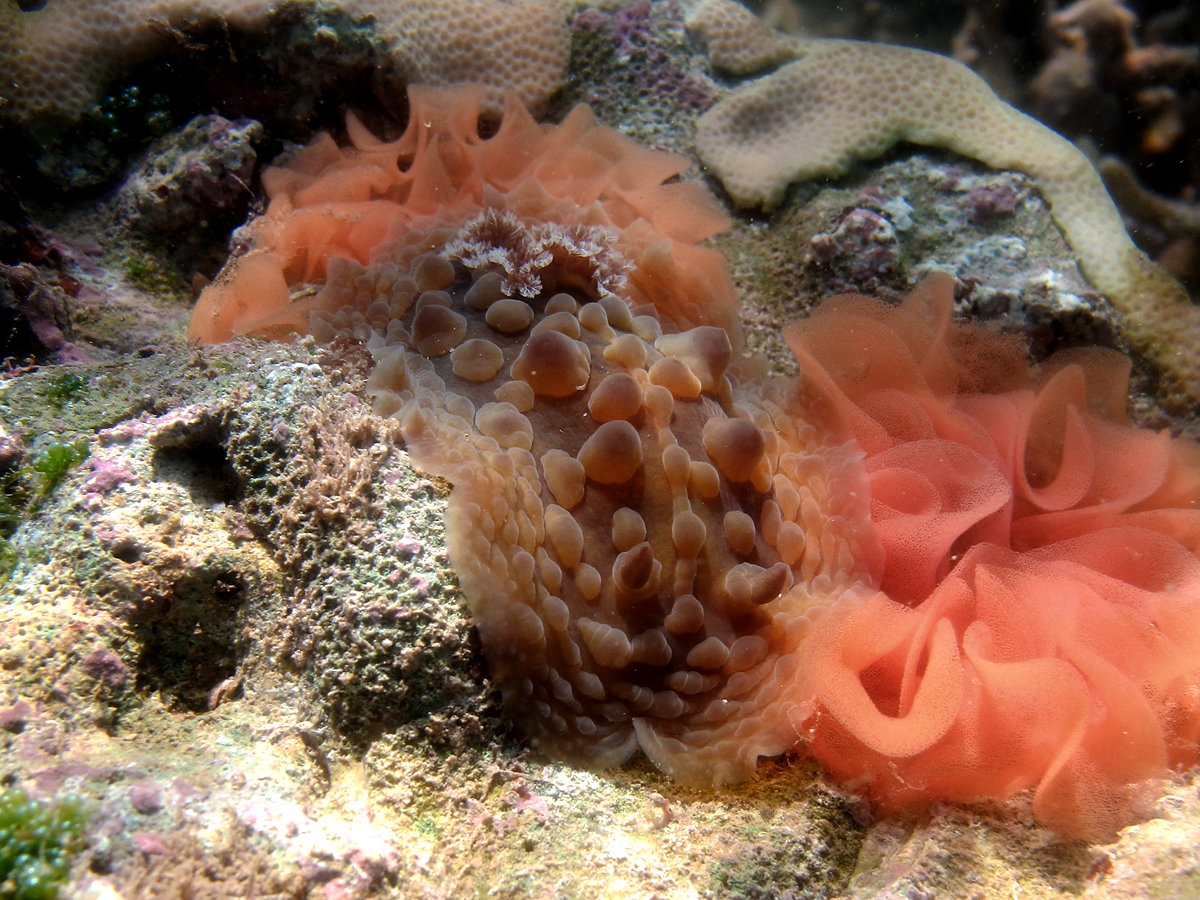
Asteronotus cespitosus
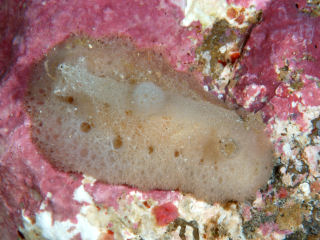
Atagema spongiosa
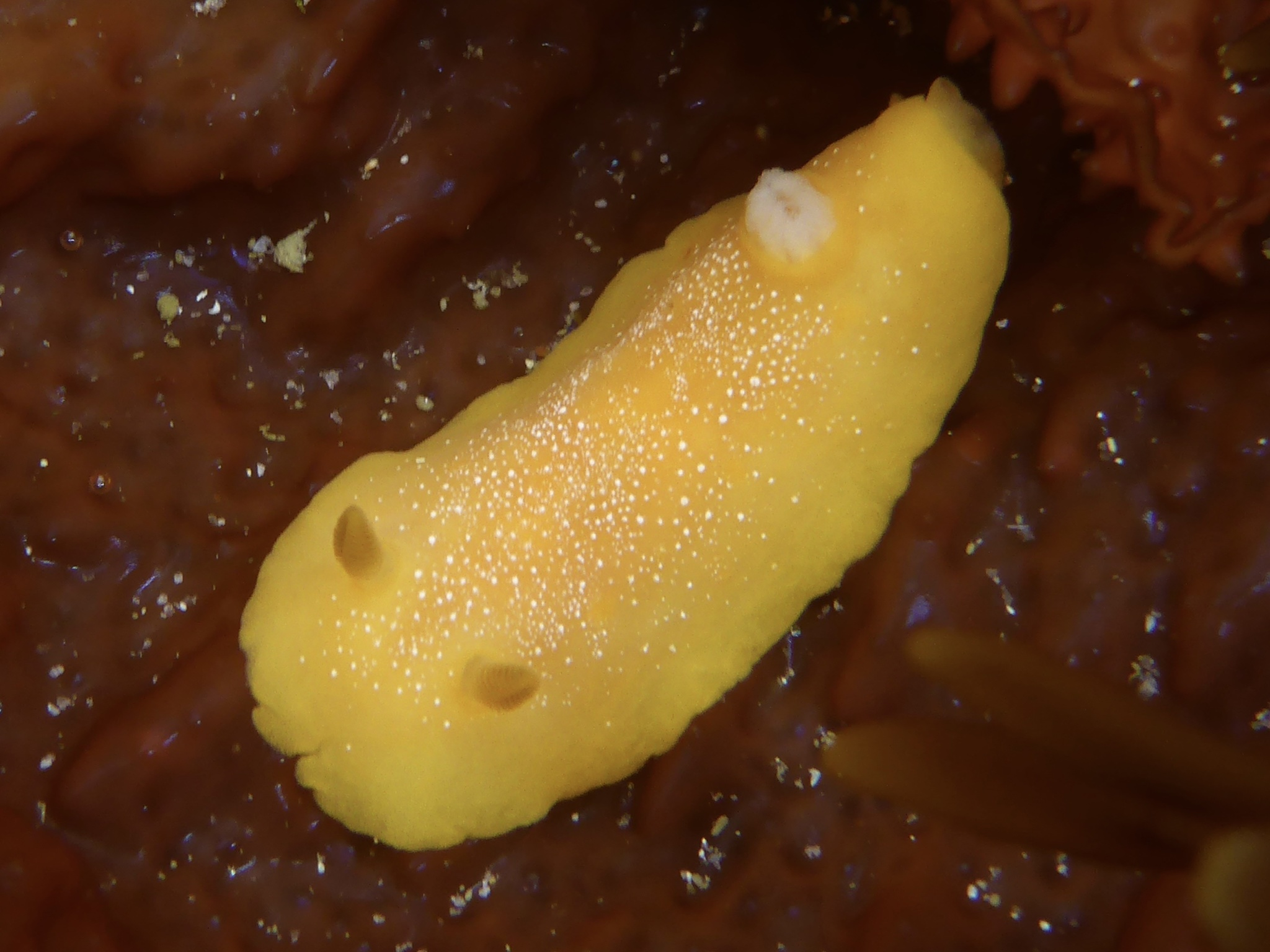
Baptodoris mimetica
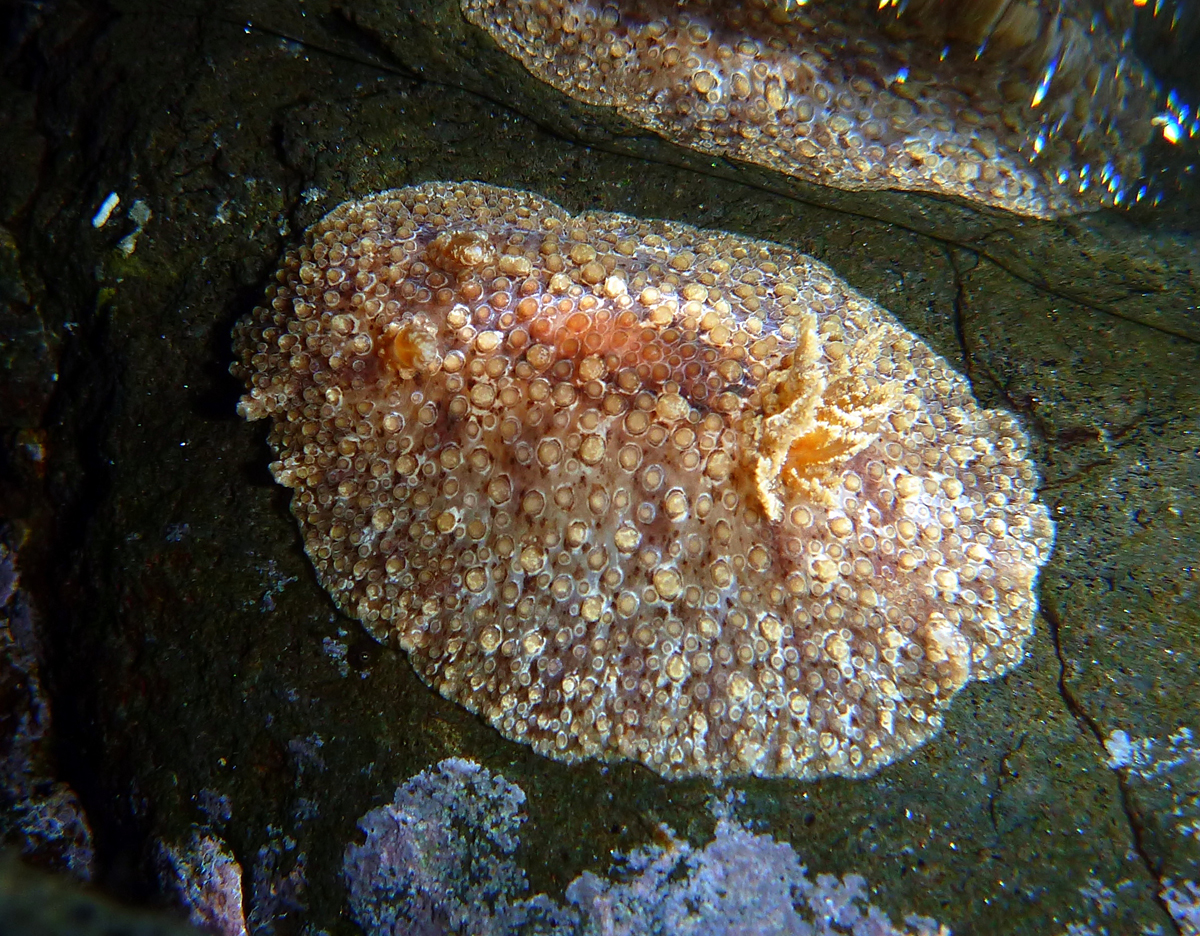
Carminodoris grandiflora
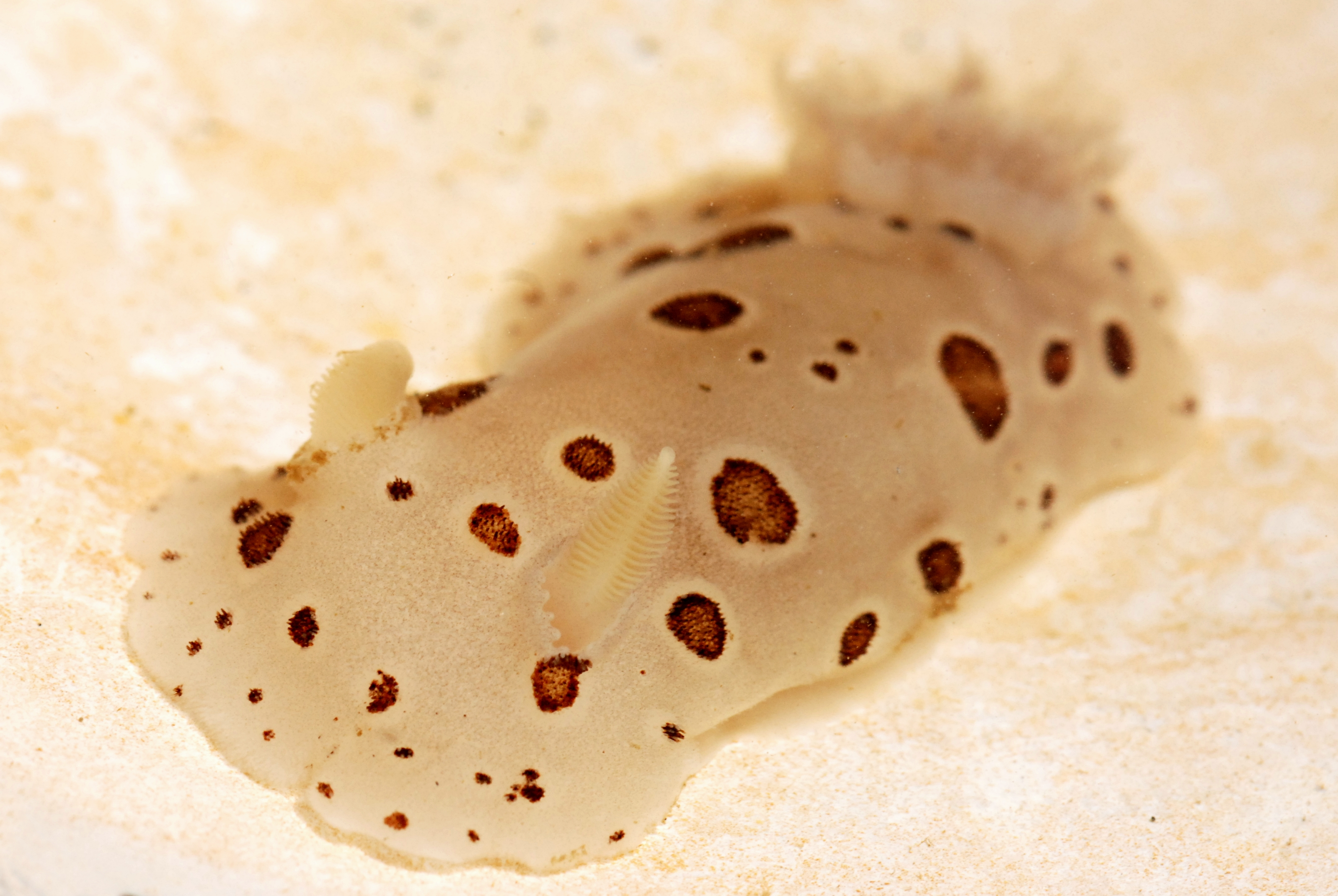
Diaulula sandiegensis
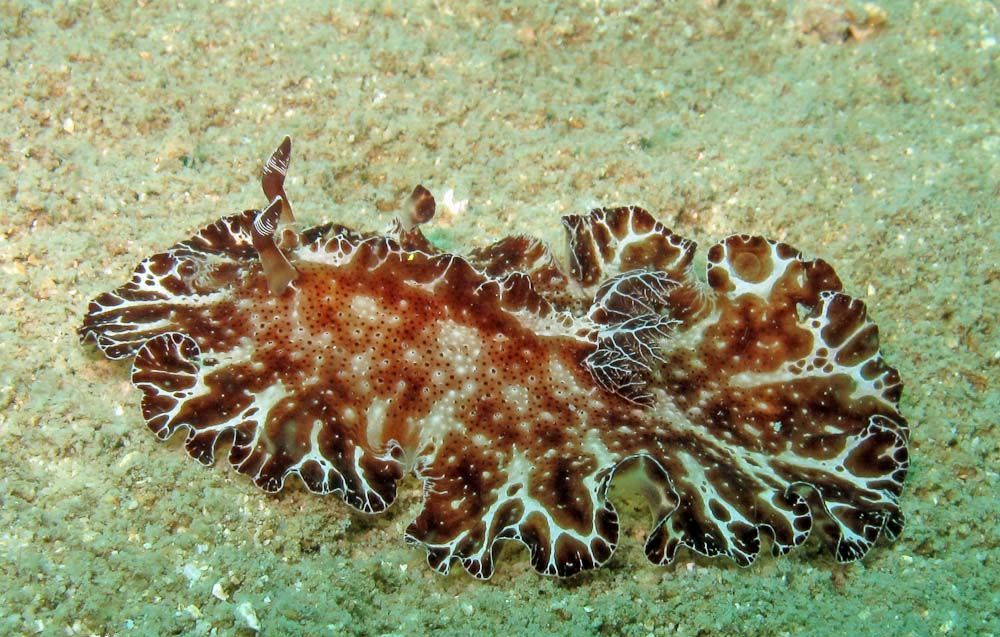
Discodoris boholiensis
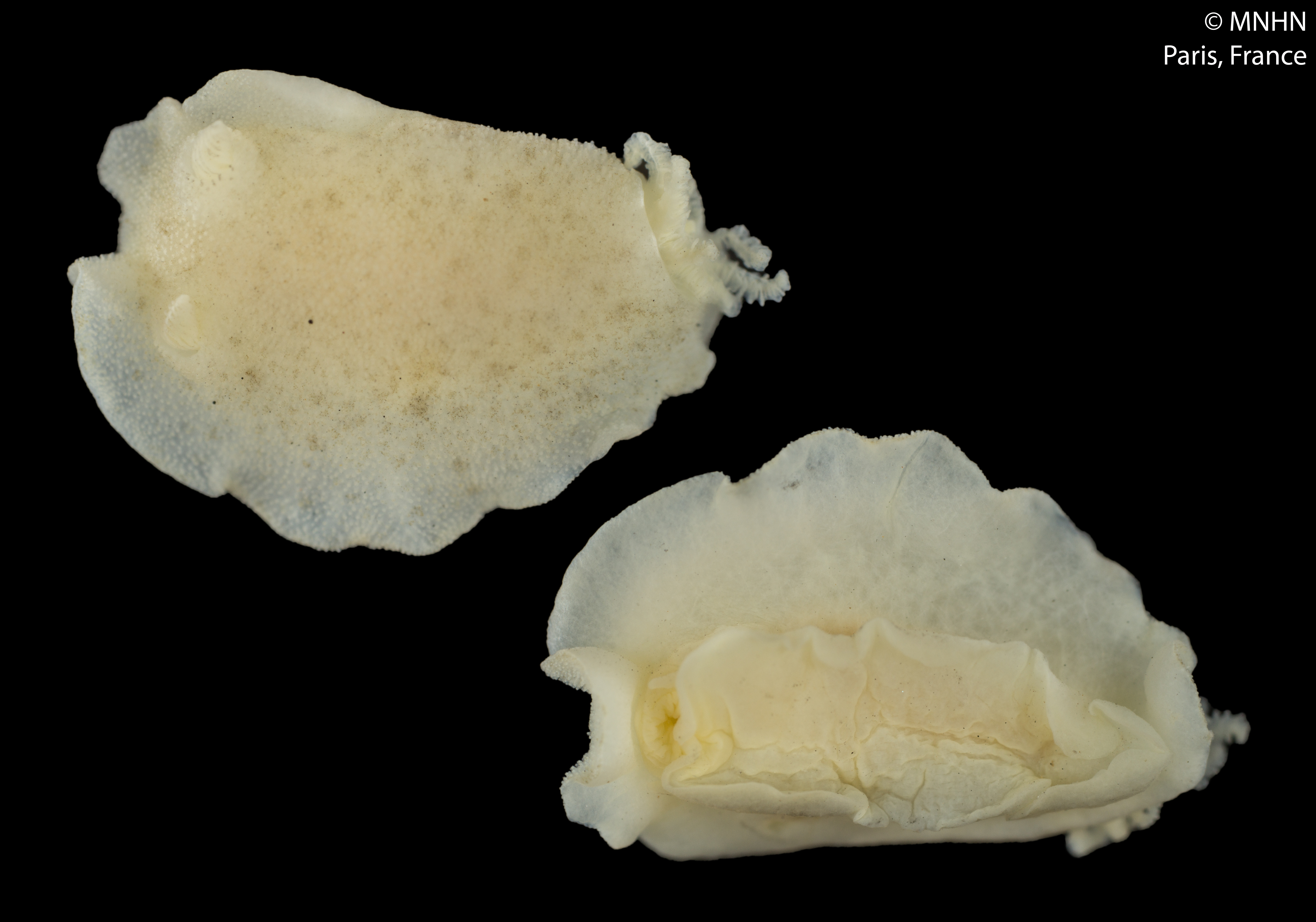
Gargamella perezi
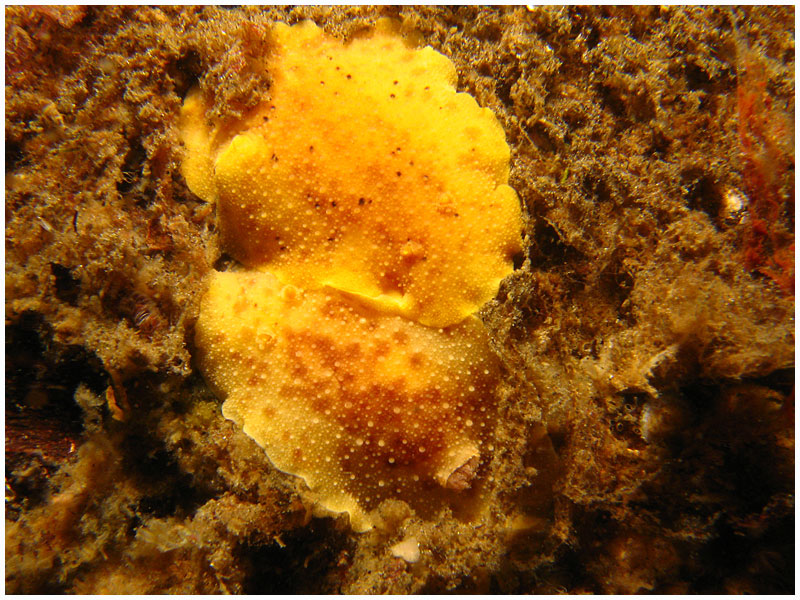
Geitodoris heathi
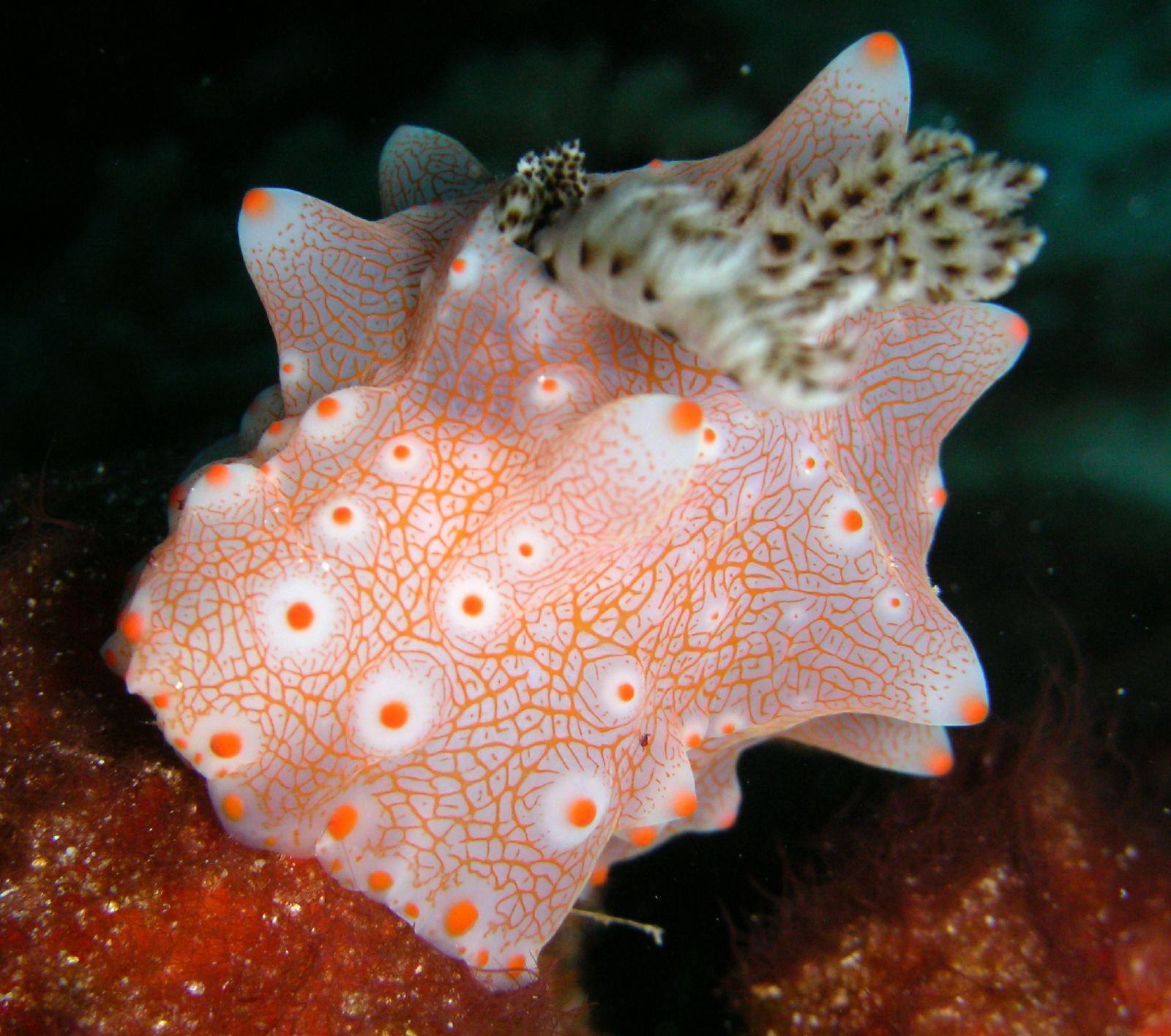
Halgerda batangas
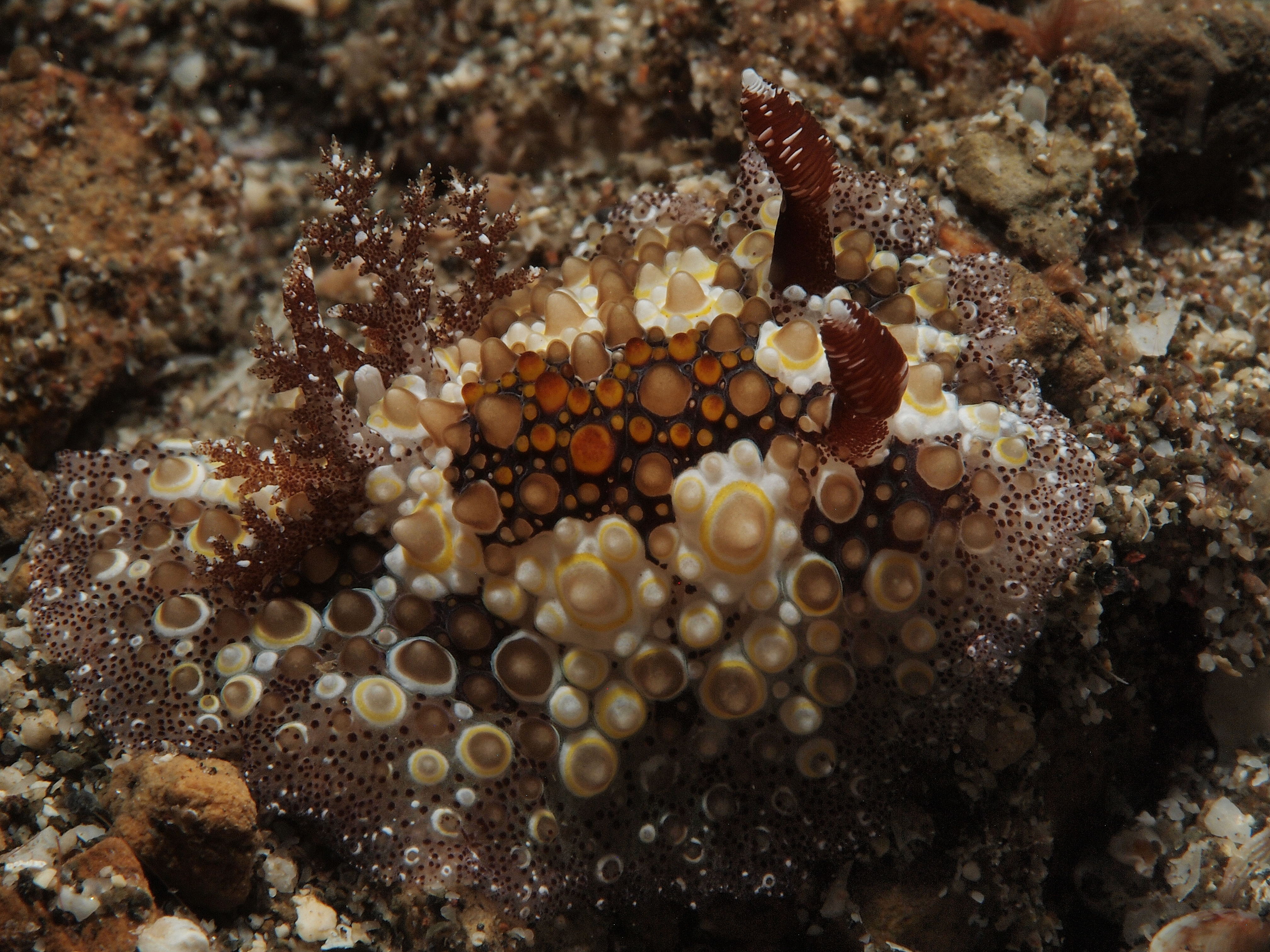
Hoplodoris estrelyado
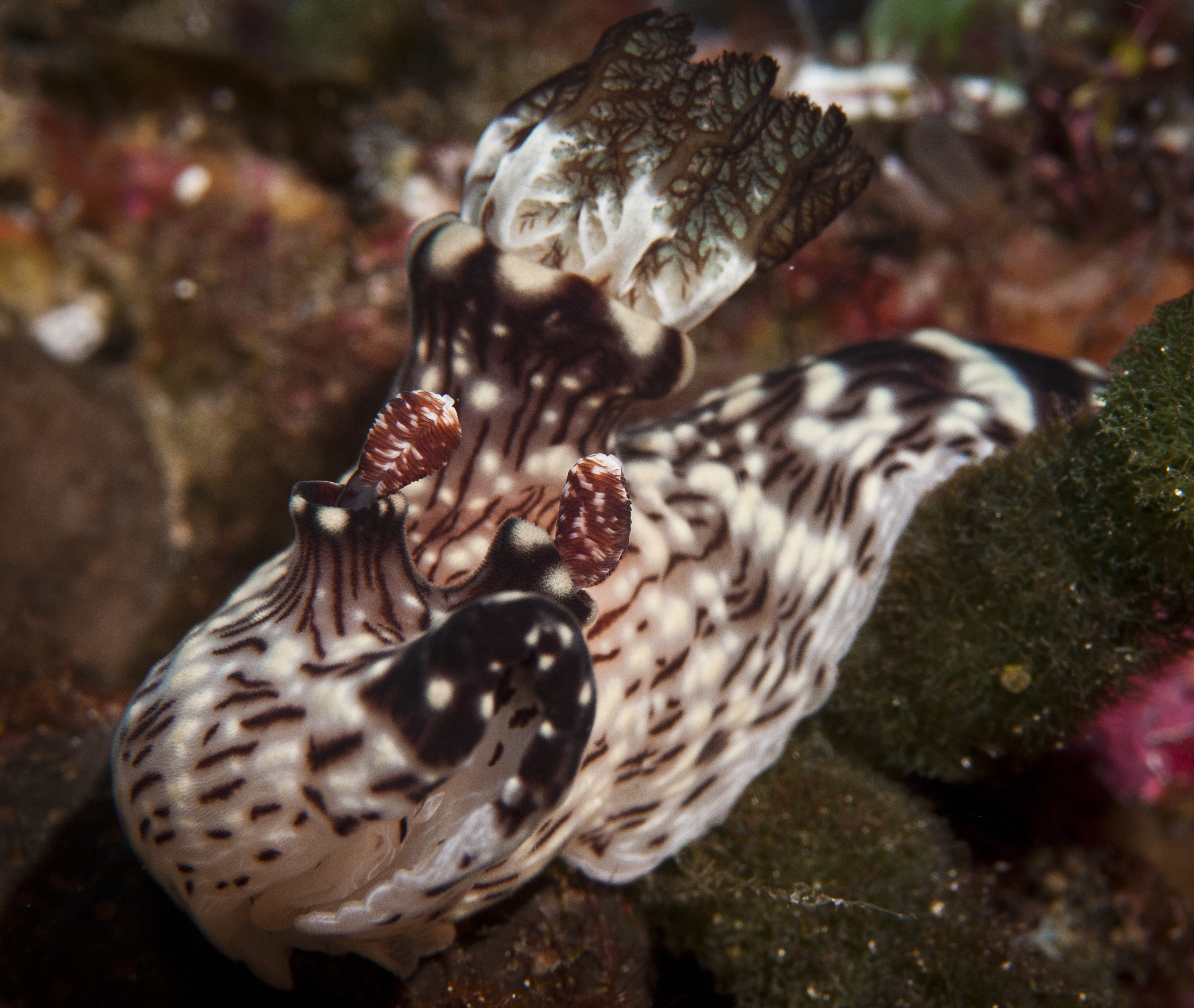
Jorunna rubescens
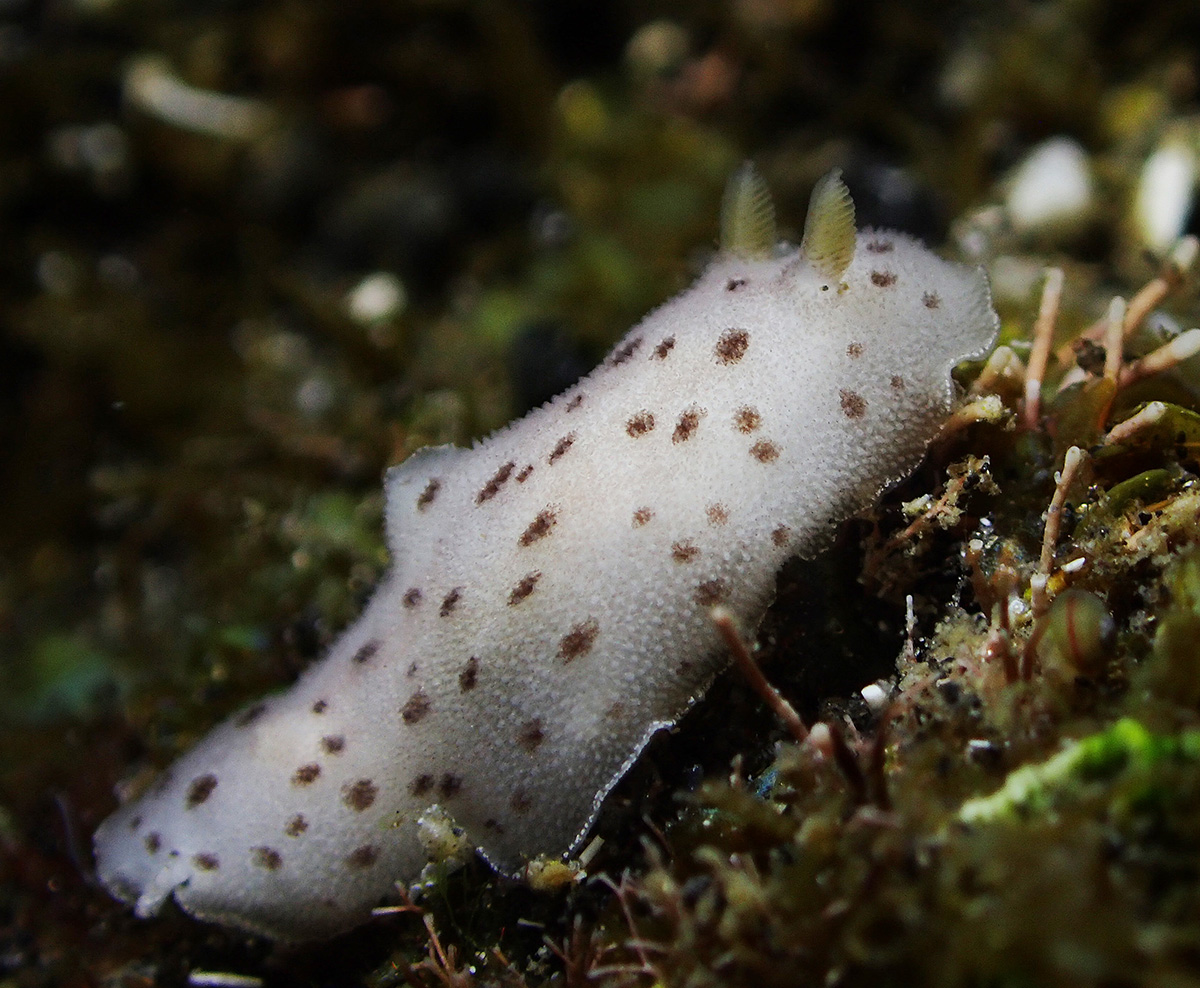
Paradoris sp.
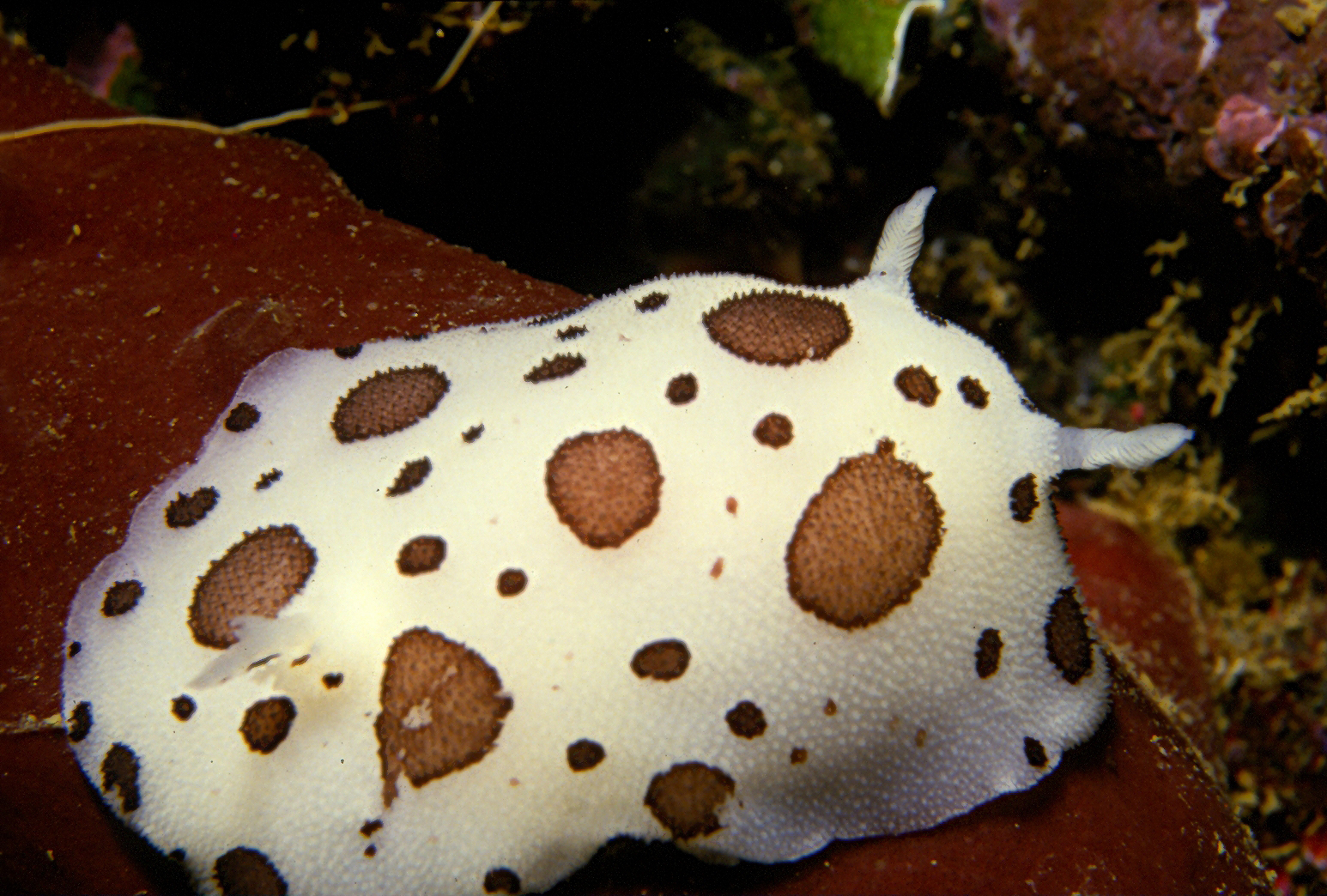
Peltodoris (Discodoris) atromaculata
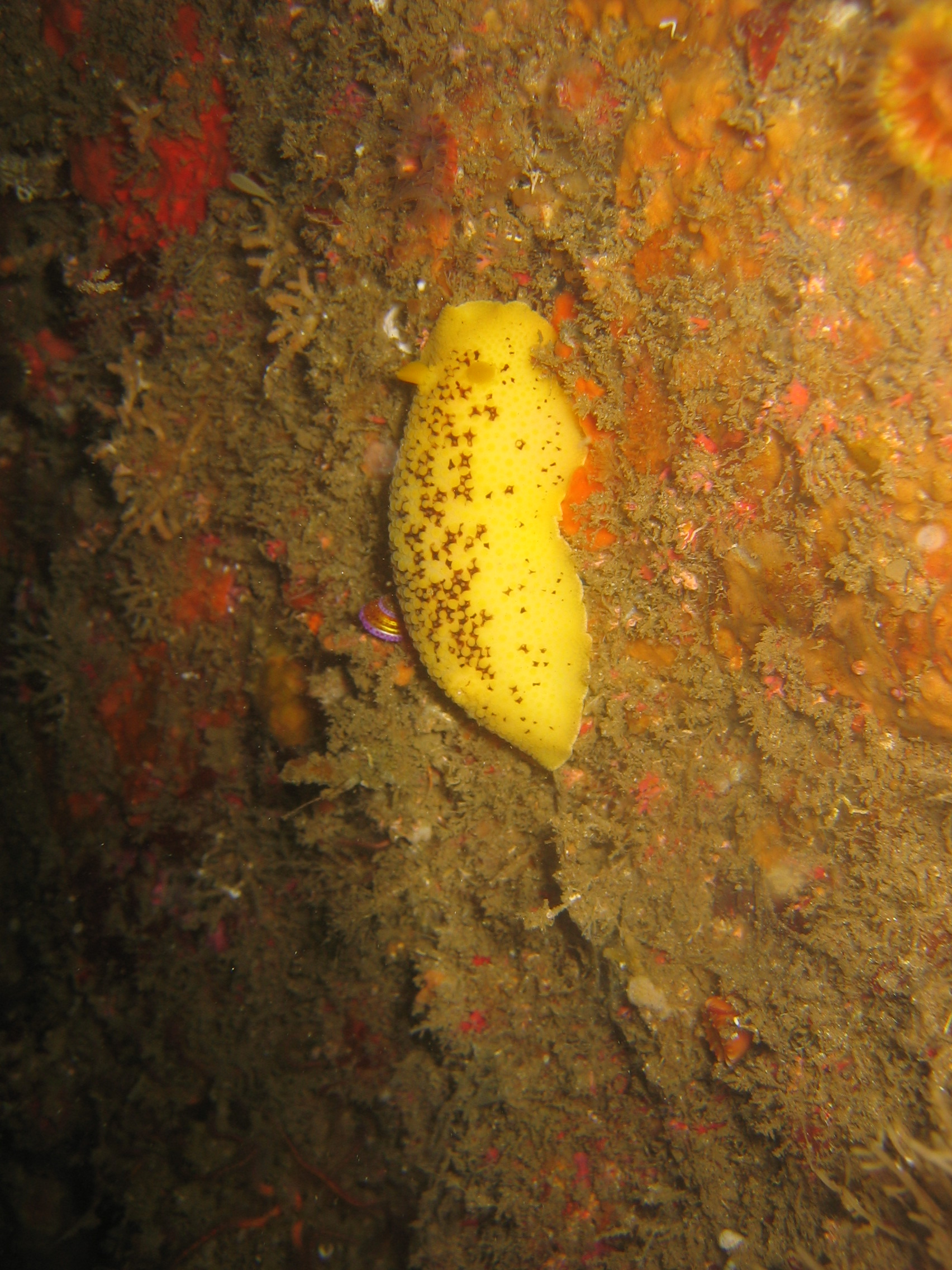
Peltodoris mullineri
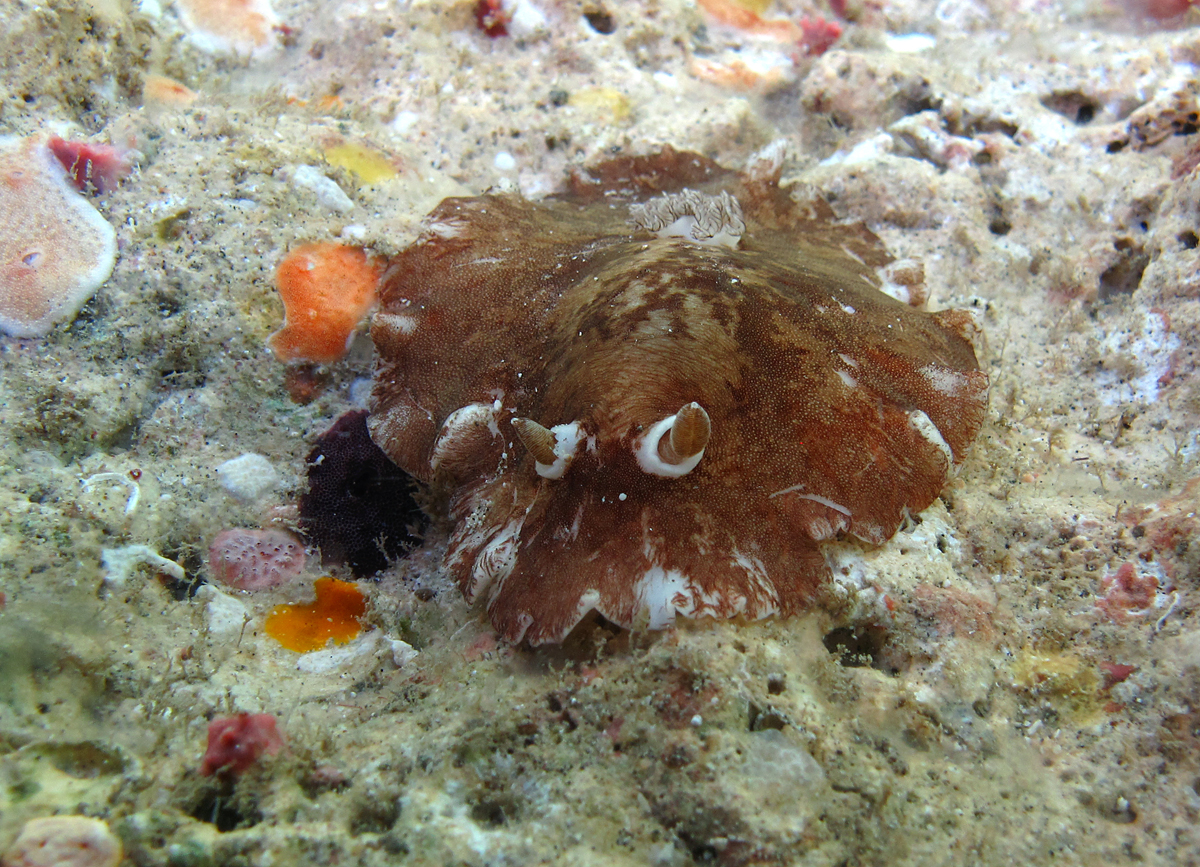
Platydoris cruenta
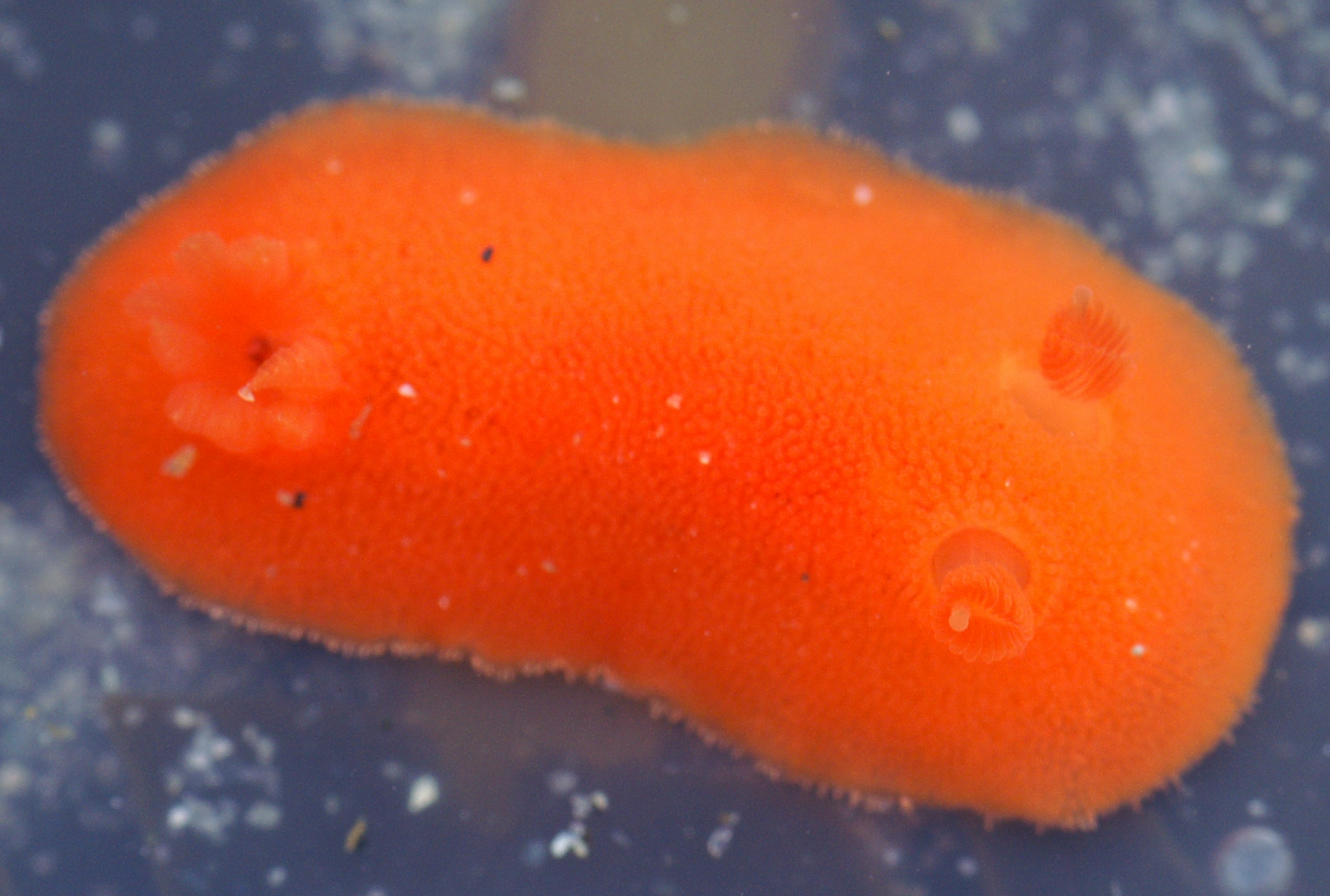
Rostanga pulchra
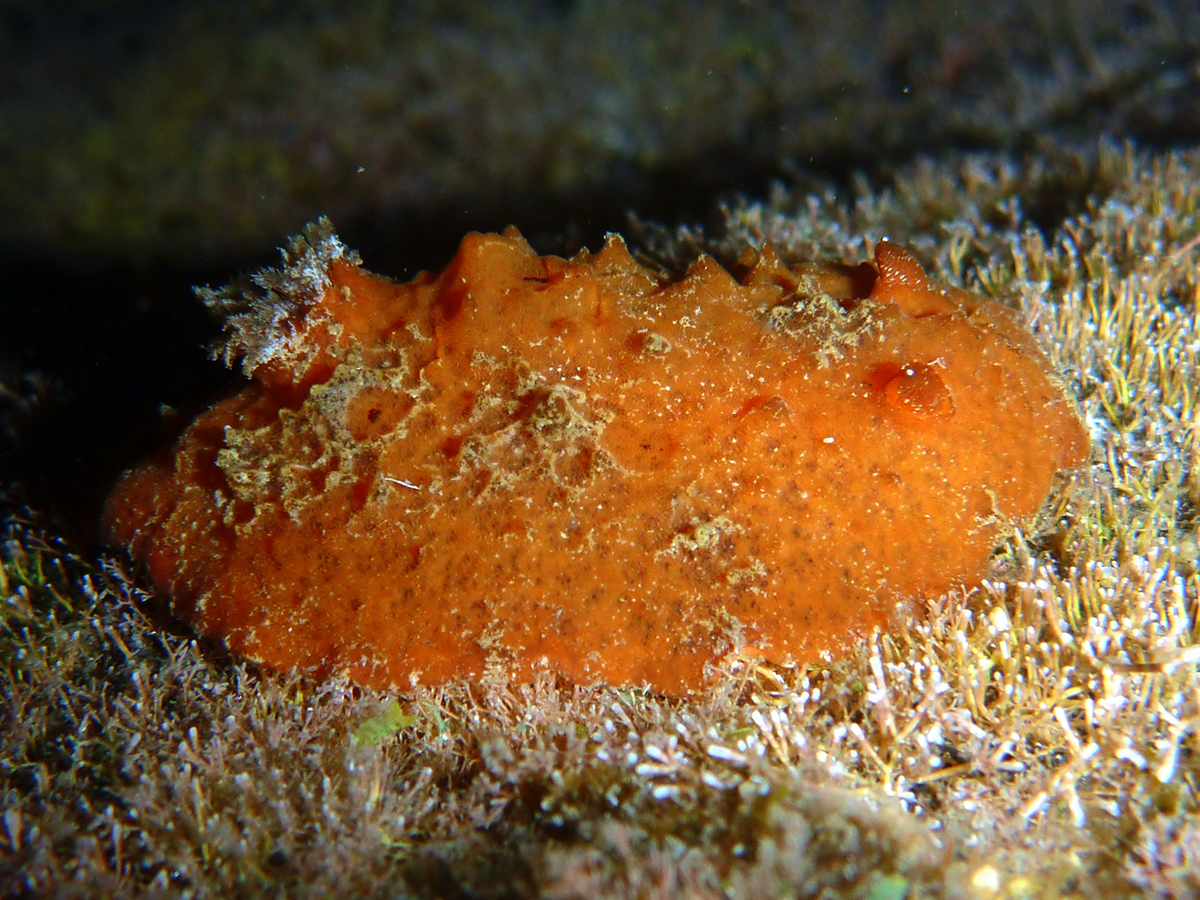
Sclerodoris tuberculata
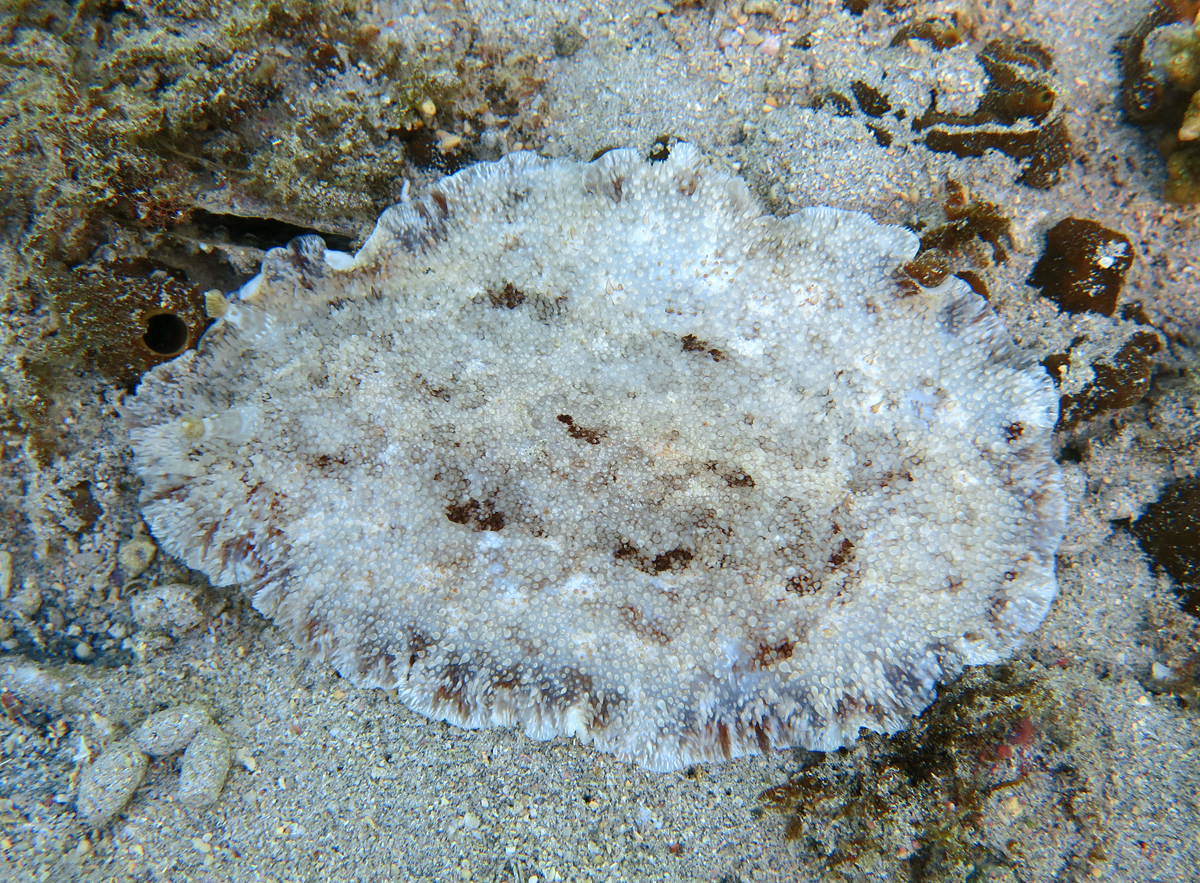
Sebadoris nubilosa
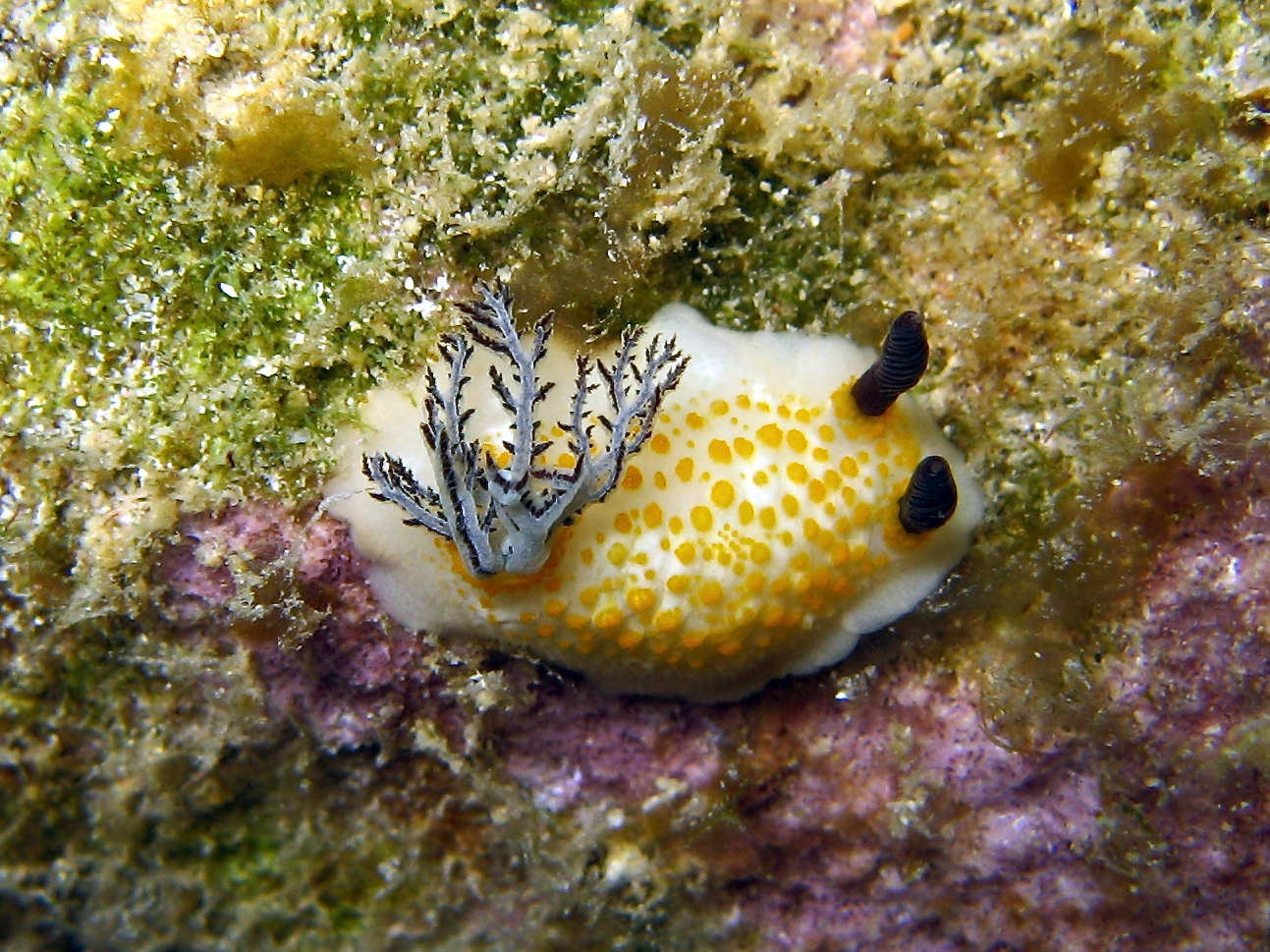
Taringa halgerda
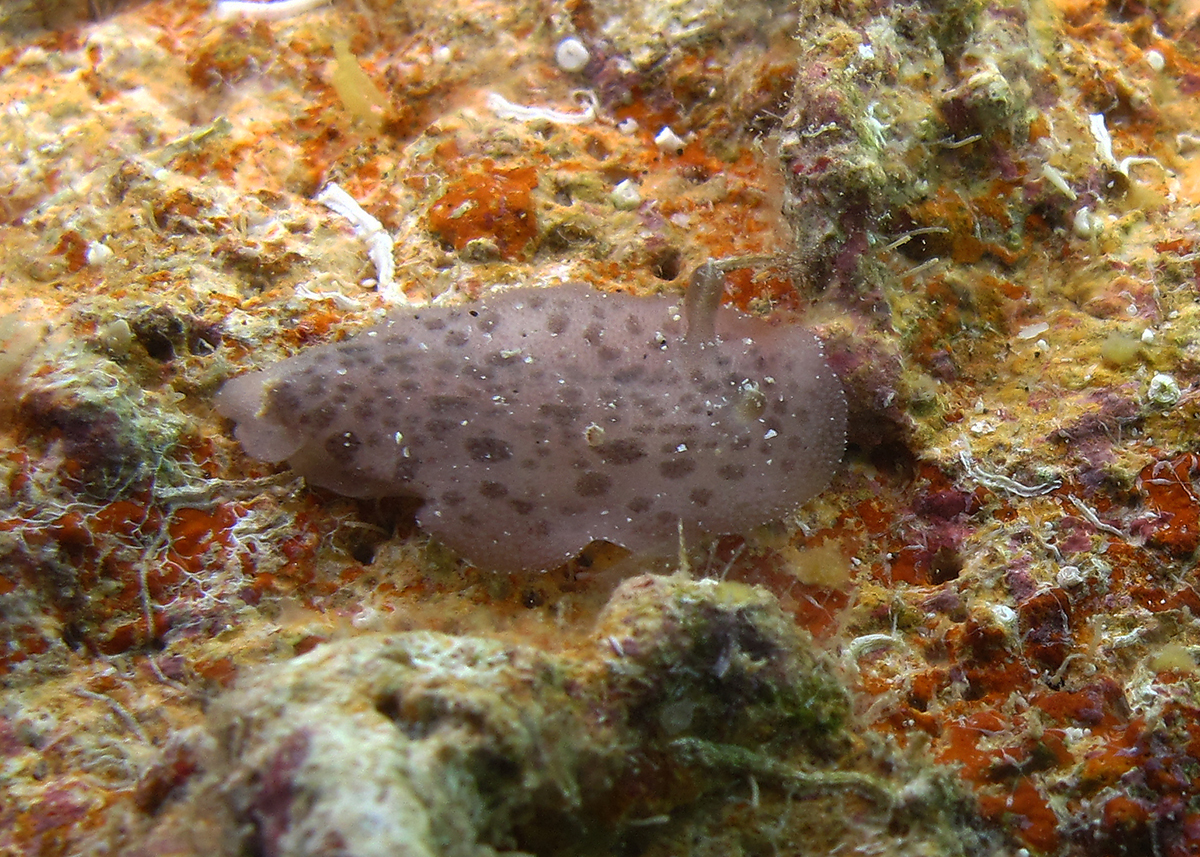
Tayuva lilacina
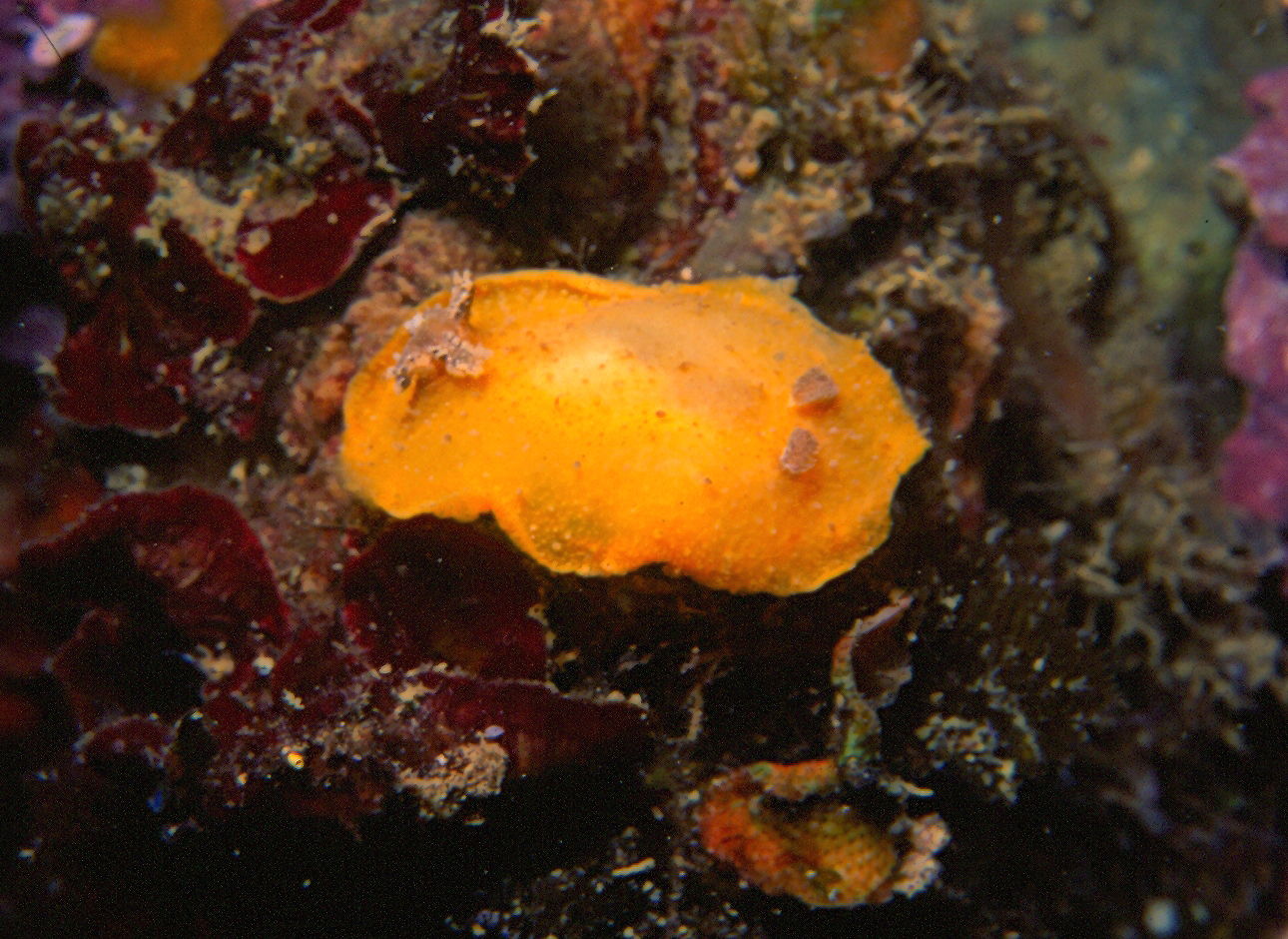
Thordisa filix

### Publication originale
- Bergh, R. 1891. Die cryptobranchiaten Dorididen. Zoologische Jahrbücher Abtheilung für Systematik, Geographie und Biologie der Tiere, 6: 103–144. (BHL)